# Vernole
Vernole är en ort och kommun i provinsen Lecce i regionen Apulien i Italien. Kommunen hade 7 062 invånare (2017).